# 魯斯維爾 (蒙大拿州)
魯斯維爾（英語：Roosville）是位於美國蒙大拿州林肯縣的非建制地區。

## 地理
魯斯維爾所處的海拔為高於海平面823米（即2700英呎），而該地所採用的時區為UTC-6，即北美山地時區（MST）。同時該地設有夏令時間，為UTC-7調快一小時，即UTC-6（MDT）。